# Mike Thelwall
Michael Arijan Thelwall (5 de febrer de 1965, Stamford, Lincolnshire (Regne Unit)); més conegut per Mike Thelwall, és un gestor d'informació britànic. Es va doctorar en Matemàtica Pura a la Lancaster University el 1989. Actualment és professor de Ciències de la Informació a la University of Wolverhampton del Regne Unit; Investigador associat de l'Oxford Internet Institute i professor a l'Åbo Akademi University de Finlàndia. També lidera l'Statistical Cybermetrics Research Group des del que investiguen el desenvolupament de nous mètodes i de programari per analitzar quantitativament els objectes de la web.
Les seva principal línia d'investigació és la Webmetria. Thelwall investiga les formes sistemàtiques en què una àmplia gama d'indicadors web pot ser recollida per reflectir tipus d'impacte diferents al de les cites tradicionals. Són diverses les àrees emergents a les que s'enfrontaː anàlisi d'enllaços, anàlisi de citacions, anàlisi dels altmetrics. És editor associat de la revista Journal of the Association for Information Science and Technology (JASIST) En el camp de la Webmetria és un dels autors amb més publicacions. En la seva web personal presenta totes les seves publicacions. El 2015 va rebre la medalla Derek de Solla Price.